# Scilla monophyllos
Scilla monophyllos är en sparrisväxtart som beskrevs av Heinrich Friedrich Link. Scilla monophyllos ingår i släktet blåstjärnesläktet, och familjen sparrisväxter. Inga underarter finns listade i Catalogue of Life.

## Bildgalleri

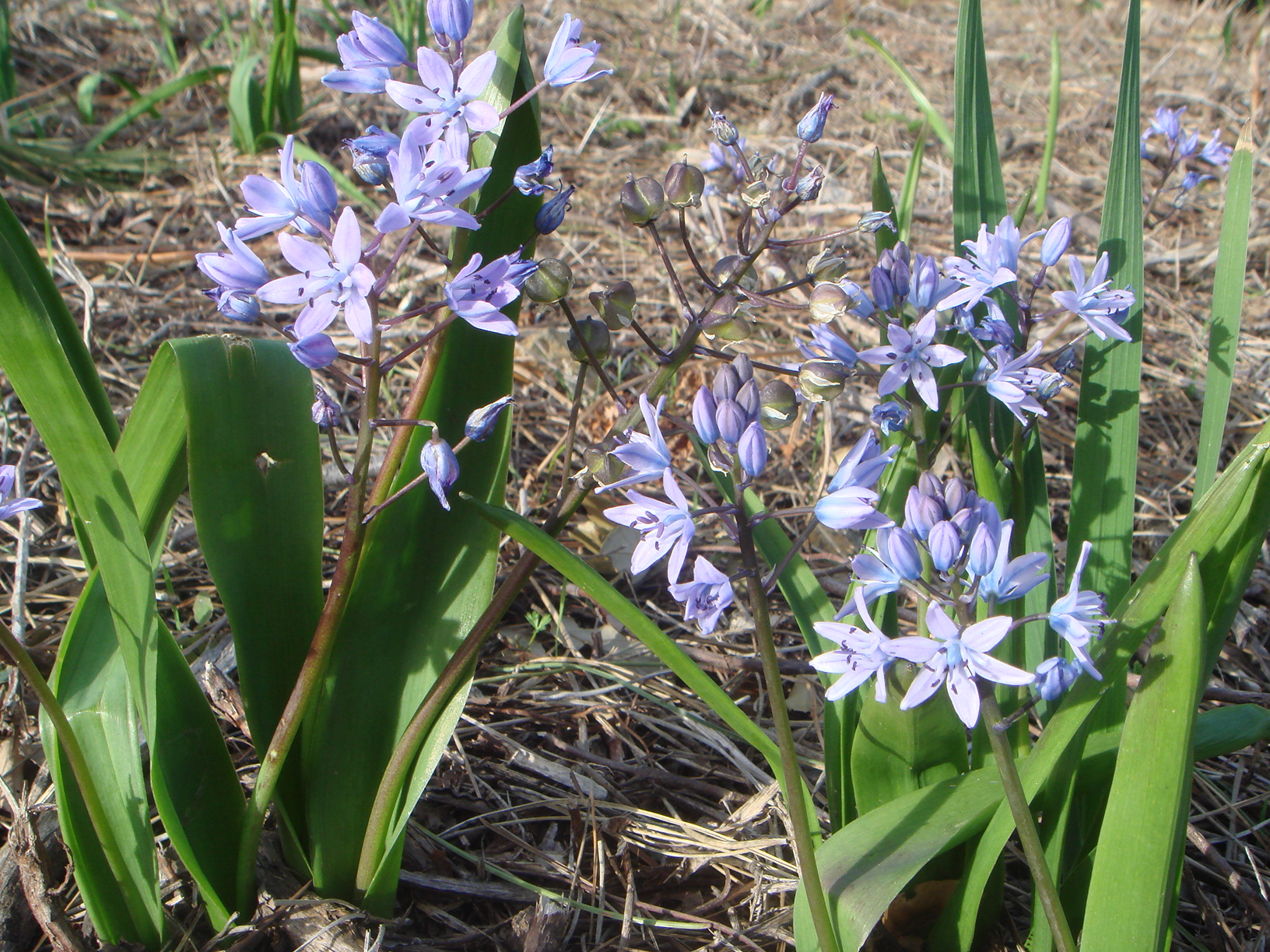
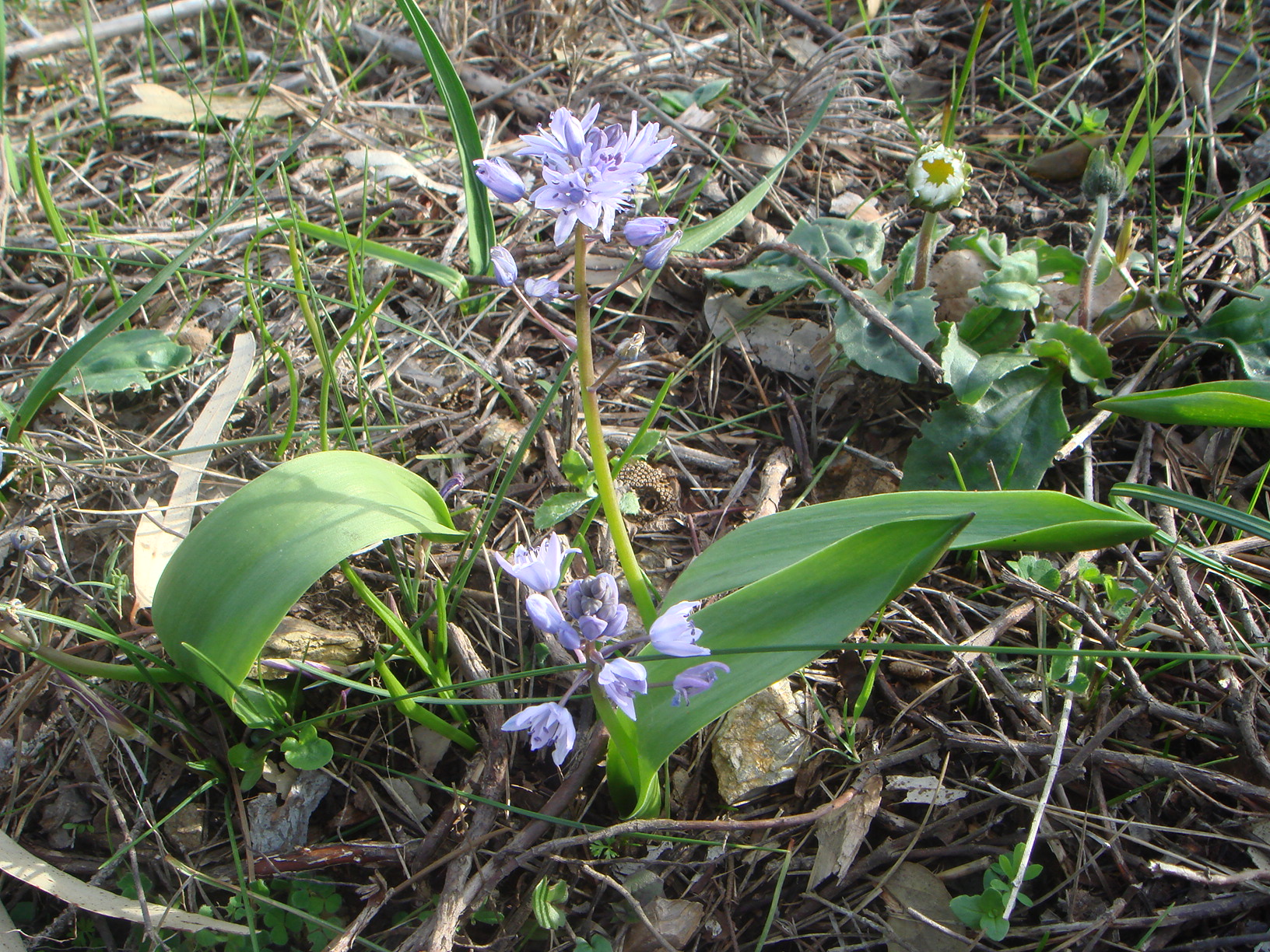